# Jotunheimen
Jotunheimen (≈ de wereld van de reuzen; zie Jotunheim) is een deel van het Scandinavisch Hoogland met de gebergten Hurrungane en Breheimen en vormt het hooggebergte van Noorwegen. Jotunheimen is gelegen tussen de Sognefjord in het westen en Valdres in het oosten in de provincies Sogn og Fjordane en Oppland.
Het gebied is aangewezen als  Nationaal park Jotunheimen. Het grootste gedeelte van het park is boven de boomgrens gelegen.
Jotunheimen herbergt de hoogste toppen van het land; de Galdhøpiggen (2469 m) en de Glittertind (2454 m). Van iets mindere hoogte (2157 meter) is de Veslfjelltinden, behorende bij de gemeente Lom in de provincie Oppland.
In Jotunheimen liggen de meren Tyin, Gjende, Bygdin en Vinstri. Ten westen ligt de grote gletsjer Jostedalsbreen.
Enkele plaatsen in Jotunheimen zijn Øystre Slidre, Lom en Vågå.
In Lom is het Norsk Fjellmuseum gevestigd met veel informatie over Jotunheimen.
Jotunheimen wordt doorsneden door een weg die vanuit het zuidwesten (Skjolden) naar het noordoosten (Lom) loopt, de Sognefjellsweg. Vanaf Galdesanden loopt er een weg omhoog naar het hoogste punt dat in Noorwegen met een auto te bereiken is: Juvasshytta (1817 m). Een andere weg is de RV 51 van Gol naar Vågå door het gebied Valdresflya, een voornamelijk kaal berglandschap.
Jotunheimen is een bekend wandelgebied met diverse toeristenhutten (turisthytter) zoals Gjendebu, Gjendesheim, Memurubu, Juvasshytta, Spiterstulen, Leirvassbu, Krossbu, Jotunheimen Fjellstue, Bøvertun fjellstugu en Fannaråkhytta van de Den Norske Turistforening.

## Externe link

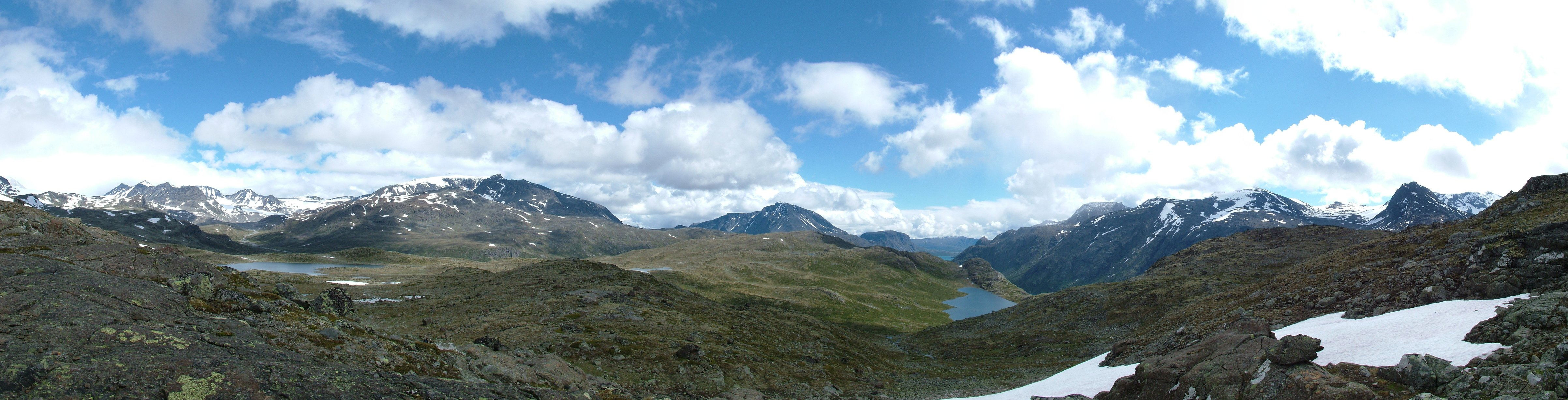
Panoramisch zicht op de bergen rond Memurubu